# Adrián Aldrete
Adrián Alexei Aldrete Rodríguez (ur. 14 czerwca 1988 w Guadalajarze) – meksykański piłkarz występujący na pozycji lewego obrońcy, reprezentant Meksyku.

## Kariera klubowa
Aldrete jest wychowankiem klubu Monarcas Morelia, jednak jako siedemnastolatek, nie mając większych szans na grę w pierwszym składzie, udał się na wypożyczenie do walczącego o utrzymanie zespołu Dorados de Sinaloa z siedzibą w Culiacán. Tam, za kadencji hiszpańskiego szkoleniowca Juana Manuela Lillo zadebiutował w meksykańskiej Primera División, 21 stycznia 2006 w zremisowanym 0:0 spotkaniu z Atlante. W barwach Dorados spędził kolejne pół roku, będąc jednak głównie rezerwowym ekipy i na koniec rozgrywek 2005/2006 spadł z nią do drugiej ligi. Bezpośrednio po tym powrócił do Morelii, gdzie trener Hugo Hernández od razu uczynił z niego podstawowego obrońcę zespołu. Przez kolejne cztery lata mimo pewnego miejsca w składzie nie osiągał jednak większych sukcesów; dopiero 30 stycznia 2010 w wygranej 2:0 konfrontacji z San Luis strzelił pierwszego gola w lidze, a w tym samym roku triumfował z drużyną w rozgrywkach SuperLigi. W wiosennym sezonie Clausura 2011 zdobył natomiast wicemistrzostwo kraju, zaś ogółem w Morelii występował przez sześć lat.
Latem 2012 Aldrete za sumę 2,5 miliona dolarów przeszedł do ekipy Club América z siedzibą w stołecznym mieście Meksyk. Od razu wywalczył sobie miejsce w wyjściowym składzie, a w rozgrywkach Clausura 2013 zdobył z zespołem prowadzonym przez Miguela Herrerę swój pierwszy tytuł mistrza Meksyku. Pół roku później, w jesiennym sezonie Apertura 2013 zanotował tytuł wicemistrzowski, występując już jednak rzadziej niż poprzednio. W lipcu 2014 za sumę dwóch milionów dolarów przeniósł się do zespołu Santos Laguna z miasta Torreón, gdzie również od razu został kluczowym punktem defensywy i już podczas rozgrywek Apertura 2014 zdobył z nim puchar Meksyku – Copa MX. W wiosennym sezonie Clausura 2015 wywalczył natomiast drugie w karierze mistrzostwo Meksyku, a w tym samym roku osiągnął także krajowy superpuchar – Campeón de Campeones. Ogółem w Santosie Laguna spędził dwa lata, lecz pod koniec pobytu w tym klubie stracił miejsce w składzie na rzecz Jorge Villafañi.
W lipcu 2016 Aldrete został graczem stołecznego Cruz Azul.
| Sezon     | Klub               | Kraj   | Rozgrywki | Mecze | Bramki |
| --------- | ------------------ | ------ | --------- | ----- | ------ |
| 2005/2006 | Dorados de Sinaloa | Meksyk | Liga MX   | 7     | 0      |
| 2006/2007 | Monarcas Morelia   | Meksyk | Liga MX   | 25    | 0      |
| 2007/2008 | Monarcas Morelia   | Meksyk | Liga MX   | 36    | 0      |
| 2008/2009 | Monarcas Morelia   | Meksyk | Liga MX   | 24    | 0      |
| 2009/2010 | Monarcas Morelia   | Meksyk | Liga MX   | 29    | 1      |
| 2010/2011 | Monarcas Morelia   | Meksyk | Liga MX   | 38    | 3      |
| 2011/2012 | Monarcas Morelia   | Meksyk | Liga MX   | 33    | 0      |
| 2012/2013 | Club América       | Meksyk | Liga MX   | 34    | 0      |
| 2013/2014 | Club América       | Meksyk | Liga MX   | 31    | 0      |
| 2014/2015 | Santos Laguna      | Meksyk | Liga MX   | 35    | 1      |
| 2015/2016 | Santos Laguna      | Meksyk | Liga MX   | 18    | 0      |
| 2016/2017 | Cruz Azul          | Meksyk | Liga MX   |       |        |

## Kariera reprezentacyjna
W 2005 roku Aldrete został powołany przez szkoleniowca Jesúsa Ramíreza do reprezentacji Meksyku U-17 na Mistrzostwa Świata U-17 w Peru. Tam miał pewne miejsce w wyjściowym składzie, rozgrywając pięć z sześciu możliwych spotkań na lewej obronie (wszystkie z nich od pierwszej minuty) i ani razu nie wpisując się na listę strzelców. Meksykanie, określani wówczas mianem "złotej generacji" i posiadający w składzie graczy takich jak Héctor Moreno, Giovani dos Santos czy Carlos Vela, po raz pierwszy w historii zdobyli wówczas tytuł młodzieżowych mistrzów świata; pokonali wówczas w finale faworyzowaną Brazylię (3:0).
W 2006 roku Aldrete w barwach reprezentacji Meksyku U-23, również prowadzonej przez Jesúsa Ramíreza, wziął udział w Igrzyskach Ameryki Środkowej i Karaibów w Cartagenie. Na kolumbijskich boiskach mimo młodego wieku również pełnił rolę podstawowego defensora swojej kadry i wystąpił we wszystkich trzech meczach, z czego w dwóch w wyjściowej jedenastce, lecz jego drużyna odpadła wówczas z męskiego turnieju piłkarskiego w ćwierćfinale, przegrywając w nim z Hondurasem (1:3).
W 2007 roku Aldrete znalazł się w ogłoszonym przez Jesúsa Ramíreza składzie reprezentacji Meksyku U-20 na Mistrzostwa Ameryki Północnej U-20, podczas których rozegrał wszystkie trzy mecze, razem ze swoim zespołem zajmując pierwsze miejsce w grupie. Kilka miesięcy później został powołany na Mistrzostwa Świata U-20 w Kanadzie; tam po raz kolejny pełnił rolę kluczowego piłkarza formacji defensywnej i wystąpił we wszystkich możliwych pięciu meczach, z czego w czterech w wyjściowym składzie, ponownie bez zdobyczy bramkowej. Meksykanie odpadli natomiast z młodzieżowego mundialu w ćwierćfinale, przegrywając w nim z Argentyną (0:1).
W seniorskiej reprezentacji Meksyku Aldrete zadebiutował za kadencji selekcjonera Hugo Sáncheza, 22 sierpnia 2007 w przegranym 0:1 meczu towarzyskim z Kolumbią. Trzy lata później znalazł się w szerokim składzie na Mistrzostwa Świata w RPA, jednak Javier Aguirre zdecydował się nie zabierać go ostatecznie na mundial. W 2013 roku został powołany przez José Manuela de la Torre do rezerwowej kadry na Złoty Puchar CONCACAF, złożonej wyłącznie z zawodników występujących na krajowych boiskach. Tam był podstawowym zawodnikiem drużyny, rozgrywając wszystkie pięć spotkań w pełnym wymiarze czasowym, a jego kadra odpadła wówczas z rozgrywek w półfinale, przegrywając w nim z Panamą (1:2). Wziął również udział w udanych ostatecznie dla jego drużyny eliminacjach do Mistrzostw Świata 2014, podczas których wystąpił jednak tylko w jednym spotkaniu i ponownie nie znalazł się w kadrze na mundial.
W 2015 roku Aldrete został powołany przez selekcjonera Miguela Herrerę na turniej Copa América, na którym Meksykanie ponownie zdecydowali się wystawić rezerwową drużynę, złożoną głównie z graczy występujących w rodzimej lidze. Na chilijskich boiskach był podstawowym lewym obrońcą drużyny narodowej i wystąpił w dwóch z trzech możliwych meczów (opuścił ostatnie spotkanie z powodu kontuzji), lecz wraz ze swoją ekipą zanotował bilans dwóch remisów i porażki, kończąc swój udział w rozgrywkach już w fazie grupowej.